# Dalian Zhoushuizi International Airport
Dalian Zhoushuizi International Airport (kinesiska: 大连周水子国际机场, Dàlián Zhōushuǐzǐ Guójì Jīchǎng) är en flygplats i Kina. Den ligger i prefekturen Dalian Shi och provinsen Liaoning, i den nordöstra delen av landet, omkring 350 kilometer sydväst om provinshuvudstaden Shenyang. Dalian Zhoushuizi International Airport ligger 32 meter över havet.
Runt Dalian Zhoushuizi International Airport är det mycket tätbefolkat, med 1 177 invånare per kvadratkilometer. Närmaste större samhälle är Dalian, 8,1 km sydost om Dalian Zhoushuizi International Airport. Runt Dalian Zhoushuizi International Airport är det i huvudsak tätbebyggt.
Genomsnittlig årsnederbörd är 813 millimeter. Den regnigaste månaden är juli, med i genomsnitt 330 mm nederbörd, och den torraste är januari, med 9 mm nederbörd.